# Wurstlücke
Als Wurstlücke wird eine 2017 geschlossene Haftungslücke („Schlupfloch“) im deutschen Kartellrecht bezeichnet, bei dem Konzerne in Kartellverfahren verhängten Bußgeldern entgehen konnten, indem sie die jeweiligen Tochterunternehmen durch Umstrukturierungen auflösten.
Die Bezeichnung Wurstlücke stammt daher, dass 2016 der Konzern Tönnies die Haftungslücke ausnutzte, um verhängte Bußgelder in Folge des sogenannten Wurstkartells zu vermeiden. Später nutzten weitere Beteiligte des Wurstkartells die Lücke.

## Hintergrund: Das Wurstkartell
Das Bundeskartellamt hatte gegen Beteiligte des Wurstkartells am 15. Juli 2014 Bußgelder in Höhe von insgesamt ca. 338,5 Mio. Euro verhängt. Unter den betroffenen 21 Wurstherstellern und 33 verantwortlich handelnden Personen waren auch die Böklunder Fleischwarenfabrik und die Könecke Fleischwarenfabrik  der Zur-Mühlen-Gruppe, einer Zwischenholding der Tönnies-Gruppe.

## Bußgeld-Vermeidung
Die Zur-Mühlen-Gruppe konnte Bußgeldern in Höhe von 128 Mio. Euro entgehen, indem den beiden Tochterunternehmen Böklunder Fleischwarenfabrik und Könecke Fleischwarenfabrik die wesentlichen Vermögensgegenstände durch Übertragung auf andere Konzernunternehmen entzogen und sie aus dem Handelsregister gelöscht wurden. Aufgrund der geltenden Fassung des Gesetzes gegen Wettbewerbsbeschränkungen (GWB) musste das Verfahren ohne Bußgeld eingestellt werden.
In der Folge nutzen weitere Unternehmen des Wurstkartells bis Juni 2017 die Haftungslücke aus: Bell Deutschland (ca. 100 Mio. Euro), Sickendiek (Reinert-Gruppe) und Marten (zusammen ca. 10 Mio. Euro) konnten Bußgeldern in Höhe von insgesamt weiteren 110 Mio. Euro entgehen.

## Schließung der Lücke durch den Gesetzgeber
Zur Schließung dieser Lücke veröffentlichte das Bundeswirtschaftsministerium am 1. Juli 2016 einen Referentenentwurf, der eine Konzernhaftung für Verstöße von Tochtergesellschaften einführen sollte. Mit der 9. Novelle des Gesetzes gegen Wettbewerbsbeschränkungen (GWB) wurde zusammen mit der Umsetzung der Kartellschadenersatzrichtlinie zum 1. Juni 2017 die Konzernhaftung eingeführt. Der neu eingefügte § 81a GWB lautet:

„§ 81a Geldbußen gegen Unternehmen
(1) Hat jemand als Leitungsperson im Sinne des § 30 Absatz 1 Nummer 1 bis 5 des Gesetzes über Ordnungswidrigkeiten eine Ordnungswidrigkeit nach § 81 begangen, durch die Pflichten, welche das Unternehmen treffen, verletzt worden sind oder das Unternehmen bereichert worden ist oder werden sollte, so kann auch gegen weitere juristische Personen oder Personenvereinigungen, die das Unternehmen zum Zeitpunkt der Begehung der Ordnungswidrigkeit gebildet haben und die auf die juristische Person oder Personenvereinigung, deren Leitungsperson die Ordnungswidrigkeit begangen hat, unmittelbar oder mittelbar einen bestimmenden Einfluss ausgeübt haben, eine Geldbuße festgesetzt werden.
(2) Im Fall einer Gesamtrechtsnachfolge oder einer partiellen Gesamtrechtsnachfolge durch Aufspaltung (§ 123 Absatz 1 des Umwandlungsgesetzes) kann die Geldbuße nach Absatz 1 auch gegen den oder die Rechtsnachfolger festgesetzt werden. Im Bußgeldverfahren tritt der Rechtsnachfolger oder treten die Rechtsnachfolger in die Verfahrensstellung ein, in der sich der Rechtsvorgänger zum Zeitpunkt des Wirksamwerdens der Rechtsnachfolge befunden hat. § 30 Absatz 2a Satz 2 des Gesetzes über Ordnungswidrigkeiten findet insoweit keine Anwendung. Satz 3 gilt auch für die Rechtsnachfolge nach § 30 Absatz 2a Satz 1 des Gesetzes über Ordnungswidrigkeiten, soweit eine Ordnungswidrigkeit nach § 81 zugrunde liegt.
(3) Die Geldbuße nach § 30 Absatz 1 und 2 des Gesetzes über Ordnungswidrigkeiten sowie nach Absatz 1 kann auch gegen die juristischen Personen oder Personenvereinigungen festgesetzt werden, die das Unternehmen in wirtschaftlicher Kontinuität fortführen (wirtschaftliche Nachfolge). Für das Verfahren gilt Absatz 2 Satz 2 entsprechend.
(4) In den Fällen der Absätze 1 bis 3 bestimmen sich das Höchstmaß der Geldbuße und die Verjährung nach dem für die Ordnungswidrigkeit geltenden Recht. Die Geldbuße nach Absatz 1 kann selbstständig festgesetzt werden.
(5) Soweit in den Fällen der Absätze 1 bis 3 gegen mehrere juristische Personen oder Personenvereinigungen wegen derselben Ordnungswidrigkeit Geldbußen festgesetzt werden, finden die Vorschriften zur Gesamtschuld entsprechende Anwendung.“